# Romanos IV.

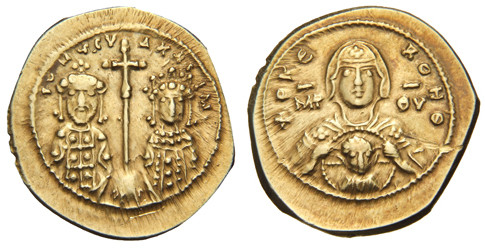
Münze des Romanos IV. und seiner Gattin Eudokia mit Porträt des Kaiserpaares auf der Vorderseite und Darstellung der Gottesmutter Maria auf der Rückseite

Romanos IV. Diogenes (mittelgriechisch Ρωμανὸς Δʹ Διογένης; † 1072) war von 1068 bis 1071 byzantinischer Kaiser (Basileus).

## Leben

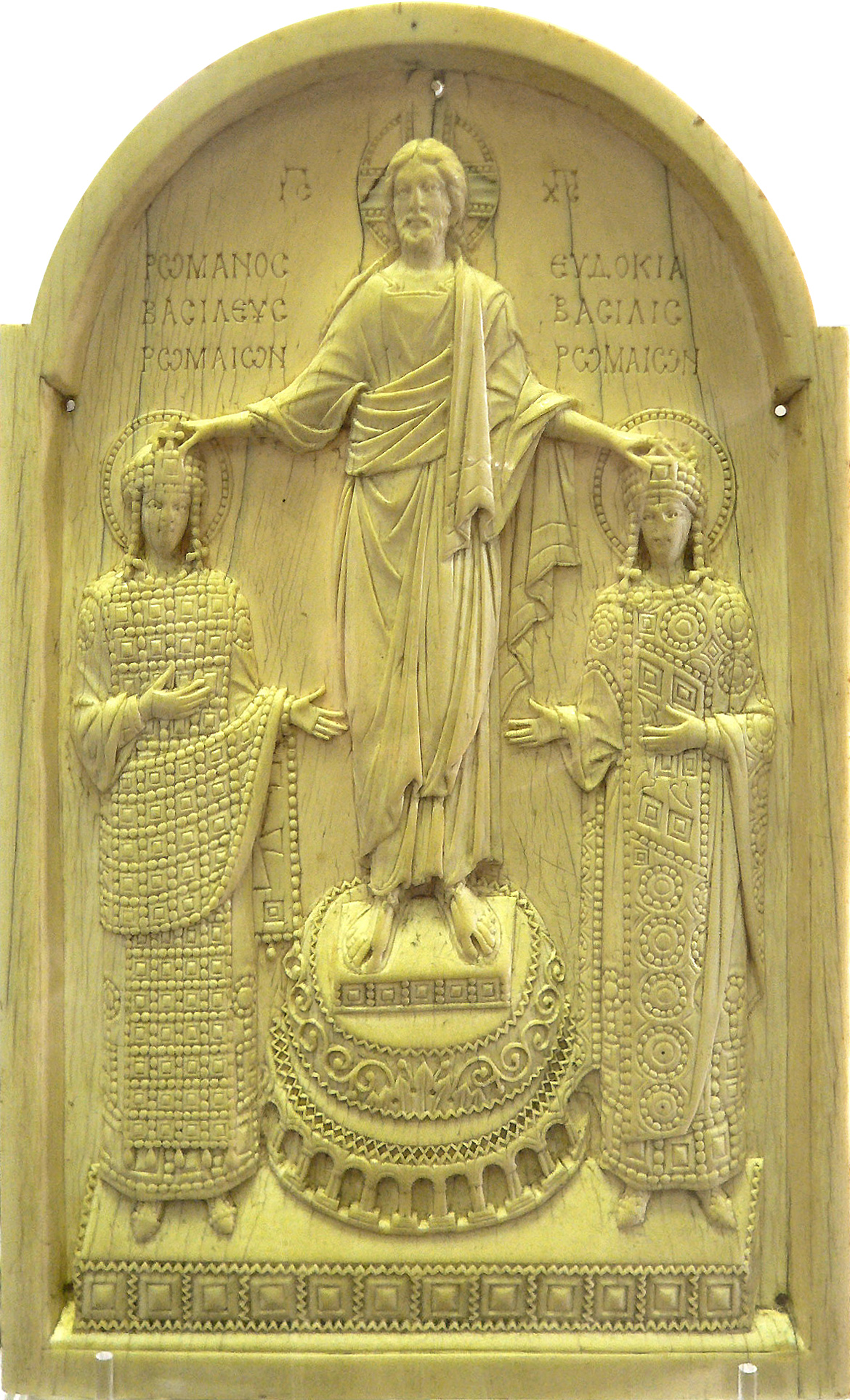
Pariser Diptychon mit Romanos IV. und Kaiserin Eudokia (Identifizierung unsicher)

Romanos entstammte einer angesehenen kleinasiatischen Adelsfamilie und war Gouverneur von Serdica (heute: Sofia). Seine militärische Laufbahn begann unter Kaiser Konstantin X., wobei er sich im Kampf gegen die Petschenegen auszeichnete. Im Jahre 1067 wurde er angeklagt, an einer Verschwörung gegen Konstantin X. teilgenommen zu haben, nach Konstantinopel (heutiges Istanbul) berufen und zum Tode verurteilt. Das Urteil wurde in Verbannung umgewandelt und nach Konstantins Tod am 21. Mai 1067 aufgehoben.
In erster Ehe war er mit Anna, Tochter von Alusian, Zar der Bulgaren aus dem Haus Komitopuli, verheiratet. Mit ihr hatte er einen Sohn, Konstantin Diogenes, der 1074 in einer Schlacht bei Antiochia gegen die Seldschuken fiel. Nach dem Tod Konstantins X. heiratete er 1068 dessen Witwe Eudokia und wurde zum Mit-Kaiser erhoben. Die drei Söhne Konstantins, Michael, Andronikos und Konstantios, wurden formal an der Regierung beteiligt, während die einflussreiche Familie der Dukas mit dem Kaisar Johannes Dukas an der Spitze in Opposition zu ihm stand. Zwei weitere Söhne des Kaiserpaars, Leon und Nikephoros Diogenes, die 1069 und 1070 zur Welt kamen, avancierten ebenfalls zu Mitkaisern.

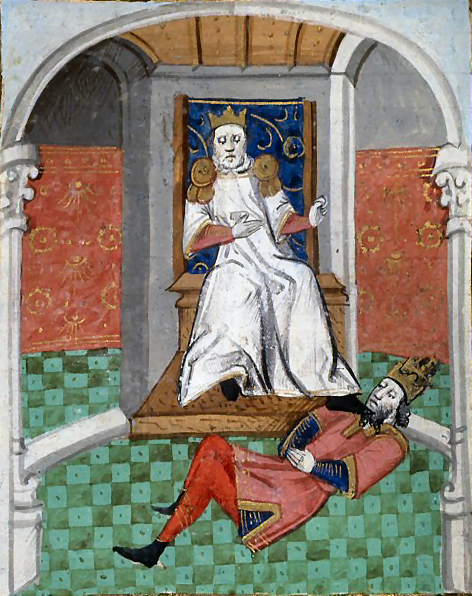
Alp Arslan demütigt Romanos IV., Handschrift aus dem 15. Jahrhundert

Romanos kämpfte anfangs siegreich gegen die Seldschuken in Kleinasien, wurde aber 1071 in der Schlacht bei Manzikert von Sultan Alp Arslan besiegt und gefangen genommen (nach Valerian war er der zweite Kaiser der römisch-byzantinischen Geschichte, dem dies widerfuhr). Gegen die Zahlung von Lösegeld und einen Friedensvertrag wurde er freigelassen. Überliefert ist folgender Dialog zwischen beiden Herrschern:
Alp Arslan: „Was würdest du tun, wenn ich als Gefangener zu dir gebracht würde?“
Romanos: „Vielleicht hätte ich dich getötet oder dich in den Straßen Konstantinopels ausgestellt.“
Alp Arslan: „Meine Strafe ist weitaus härter. Ich vergebe dir und lasse dich frei.“
In der Zwischenzeit hatten seine politischen Gegner den Sohn Konstantins X., Michael VII., auf den Thron gehoben. Romanos versuchte, gegen ihn vorzugehen, wurde aber besiegt und gefangen genommen. Er wurde gefoltert und Ende Juni 1072 geblendet; dabei wurde ihm dreimal ein glühendes Eisen in die Augenhöhle gestoßen. Laut einem Bericht von Michael Attaleiates entzündete sich die Wunde und war von Maden befallen, die ihm „vom Gesicht fielen“. Romanos wurde auf die Insel Proti, die viertgrößte der Prinzeninseln vor Konstantinopel, verbannt, wo er wenige Tage später an den Folgen der Verletzung starb.
Der von Romanos abgeschlossene Vertrag wurde nach seinem Sturz von den Seldschuken nicht mehr anerkannt. In der Folge eroberten die Seldschuken unter Sultan Malik Schah I., dem Sohn Alp Arslans, weite Teile des byzantinischen Kleinasien.